# Eurypylos (syn Telefosa)
Eurypylos (gr. Ευρύπυλος, Eurypylos) – syn Telefosa, król Myzji. Postać z mitologii greckiej.
Eurypylos był synem Telefosa króla Myzji i najprawdopodobniej Astyoche córki Laomedonta. Sprawa nie jest do końca jasna Astyoche jest bowiem czasem utożsamiana z drugą żoną Telefosa Hierą, a Eurypylos pomścił pod Troją jej śmierć. Hiera zginęła w czasie pierwszej wyprawy Greków pod Troję, zakończonej lądowaniem w Myzji z ręki Nireusa. Telefos został wówczas ranny. Po ośmiu latach udał się do Argos prosić o uleczenie rany. Grecy zgodzili się mu pomóc, jeśli zaprowadzi ich pod Troję. Ostatecznie Telefos wskazał im jedynie drogę ku Troi, a sam zobowiązał się nie brać udziału w wojnie po stronie Priama.
Po śmierci męża Astyoche namówiła syna, przekupiona darem – szczepem winnej latorośli wykutym w srebrze, który Zeus ofiarował niegdyś Ganimedowi, by wyruszył pod Troję na pomoc jej bratu Priamowi. Eurypylos zabił pod Troją zabójcę Hiery, Nireusa, a sam zginął z ręki Neoptolema.
Eurypylos pozostawił po sobie syna Grynosa.